# Galeactena hemispherica
Galeactena hemispherica è un animale estinto, appartenente agli ctenofori. Visse nel Cambriano inferiore (circa 520 milioni di anni fa) e i suoi resti fossili sono stati ritrovati nella ben nota fauna di Chengjiang (Cina).

## Descrizione
Questo animale è caratterizzato da una forma a volta semisferica in tutti gli esemplari noti. La sua conservazione è diverso dalle morfologie generalmente distorte degli ctenofori dal corpo molle rinvenuti a Burgess Shale, e ciò indica che aveva un grado di integrità strutturale. Sebbene non si siano conservati raggi o piastre apicali in forte rilievo, si deduce che l'integrità strutturale di Galeactena hemispherica fosse fornita da parti dure leggermente sclerotizzate. Un organo apicale allungato si assottigliava gradualmente attorno alla cavità orale fino a terminare in una punta smussata. Uno statolite sferoidale conservato sotto forma di resti carboniosi era posto entro l'estremità distale dell'organo apicale. Un tubo centrale prominente, interpretato come il canale aborale, si assottigliava per poi terminare al di sotto dello statolite, ma non sembrerebbero essere presenti canali anali o pori. Otto lobi meridionali si estendevanno lungo quasi tutta la lunghezza del corpo, ognuno dei quali si trasformava in una cresta mediale, che potrebbe rappresentare un organo leggermente sclerotizzato. Una struttura arcuata e simile a una pinna, composta da tessuti membranosi o cuticolari, era presente lungo ogni cresta mediale. Una fila longitudinale di barre trasversali, conservata come resti organici con rilievo positivo e interpretata come una fila a pettine, era presente su entrambi i lati di un lobo. Quindi, vi erano otto coppie di righe a pettine. Le righe a pettine gradualmente si allargavano partendo dalla zona orale. Una costrizione separava il corpo centrale da un corto velo orale.

## Classificazione
Galeactena venne descritto per la prima volta nel 2015, ed è stato attribuito agli ctenofori. A differenza di molti omologhi attuali, tuttavia, Galeactena era sprovvisto di tentacoli, aveva un corpo sclerotizzato e possedeva otto coppie di righe a pettine. Galeactena e i suoi stretti parenti sono stati in seguito riconosciuti in gruppo monofiletico (Scleroctenophora) all'interno degli ctenofori (Ou et al., 2015).